# Yum Kaax
Yum Kaax (Yum-Kaax), Yum Kaax je naziv na jeziku Maja koji predstavlja boga ili božanstvo divlje vegetacije, kao i čuvara njezinih životinja. Poznat je pod drugim imenima kao što su Ah Mun, Yum K’aaz ili Yum Uil prema drugim majanskim jezicima. Ovog majanskog boga neprestano brkaju s bogom kukuruza (Bog Eh).
Prema nekim spisima Maja koji su bili na poluotoku Yucatan, bog Yum Kaax smatra se sinom Itzamná, svemoćnog boga i Ixchel, božice ljubavi i plodnosti, osim toga imenovan je i čuvarom džungle.
Ovaj bog može upotrijebiti svoju moć da proširi tu zaštitu na polja kukuruza (jedan od najvažnijih izvora majanske poljoprivredne proizvodnje) i druga polja povrtnih usjeva od napada divlje prirode koju predstavlja ili stvara taj isti bog. Zbog toga su ga zemljoradnici Maja zazivali i nudili mu prvo voće ili povrće sa svojih polja kako bi ga zamolili za zaštitu svojih usjeva. Smatra se i vlasnikom šumskih životinja, zbog čega su ga zazivali lovci. Ovaj bog se može očitovati lovcima koji ga mole za pomoć kroz pjesme kako bi osigurao uspješan lov i da se strijele magično vraćaju strijelcu.
Ovaj bog se smatra dobronamjernim, također simbolizira obilje života i blagostanja, a unatoč tome, prema povijesti Maya, okružen je neprijateljima. Kada je fizički predstavljen, obično je personificiran kao mladić koji na glavi nosi neku vrstu šešira u obliku kukuruza, a ponekad i dvije boje, odnosno žute i plave.
Nazivaju ga i gospodarem šuma, a ponekad se predstavlja kako u rukama drži posudu u kojoj nosi tri klasja. Majanski spisi ga opisuju kao vrlo zgodnog boga budući da je osim duge kose imao i lijepo lice.
Maje su vjerovale da ovaj bog personificira život jer su muškarci i žene stvoreni zahvaljujući kukuruznom tijestu. Međutim, moć ovog božanstva bila je podložna moći majanskih bogova vjetra, suše, gladi i smrti. Budući da je bio mlad bog, trebala mu je pomoć iskusnih božanstava, jedno od njih bio je Chaac, bog kiše. Jedan od njegovih najvećih saveznika u dobivanju pomoći od Chaaca bio je čovjek, budući da su obredima koje su izvodili uspjeli pustiti kišu na obrađena polja, osim toga osloboditi ih korova i otjerati štetočine.
U prošlosti se pogrešno smatralo da je ovaj bog opisan kao poljoprivredno božanstvo, što znači da je bio poznat kao bog kukuruza, ali u stvarnosti je bog majanskog kukuruza Bog E, prema majanskim kodeksima. Ovaj koncept je potpuno pogrešan. Prema etnografiji ove kulture, Yum Kaax je zapravo bog divljih biljaka i najvažnijih životinja za lovce.
Yum Kaax je zaista vrlo važan za kulturu Maja, budući da je glavni izvor hrane za Maje, stoga je predmet rituala koji ga imaju za cilj održati na miru kako bi ljudi mogli primiti njegove dobrobiti i pomoć u slučaju da to ikad zatrebaju.
Prema najnovijim pričama mitologije, on je također bio brkan kao općenitije poljoprivredno božanstvo, također nazivan tada kao "Gospodar šuma", a čak je neke od njegovih funkcija preuzeo bog Chaac. Ali na ovaj ili onaj način, zahvaljujući svom ocu i Chaacovoj pomoći, Yum Kaax bio je dobronamjerno božanstvo, bog života.
Ovo božanstvo je jedno od najvažnijih za sve Maje, za poljoprivrednike kao i za lovce općenito, budući da su zahvaljujući njemu farmeri mogli imati izvrsne usjeve, a lovci dobar lovni dan. Ovaj bog, kao dobronamjerno božanstvo, nikada nije uskratio pomoć svima kojima je bila potrebna.